# أنطونيو رافيلو
أنطونيو رافيلو (بالإسبانية: Antonio Ravelo) هو لاعب كرة قدم إسباني في مركز الهجوم، ولد في 2 أبريل 1940 في غاراتشيكو في إسبانيا، وتوفي في 15 فبراير 2014 في كاراكاس في فنزويلا. شارك مع منتخب فنزويلا لكرة القدم. أما مع النوادي، فقد لعب مع ديبورتيفو غاليسيا.

## وصلات خارجية
- أنطونيو رافيلو على موقع الاتحاد الدولي (مؤرشف)  (الإنجليزية)